# 林宗彥口交影片事件
林宗諺口交影片事件，是指2015年10月的一件口交影片事件，台灣兒童節目主持人林宗諺（藝名：牛奶哥哥）的影片透過Instagram流傳開來。曾在2011年、2015年3月捲入不雅照風波。

## 事件發展

### 影片發布
據2015年中視新聞報導，牛奶哥哥的性愛影片疑似被上傳到Instagram。該支口交影片約是從9月5日開始從網路流出，是名為tpeathlete帳號所上傳。事件爆發後，該帳號緊急設為私密狀態。而經紀人也向媒體回應此事。

### 網路輿論
2015年10月6日在不雅片曝光當天，網路上爆出另有36分鐘版本」因此傳出其實還有長達36分鐘的影片版本。7日有一名自稱是林宗諺朋友提供兩人私下對話給《娛樂星光雲》。

### 林宗諺首度回應
林宗諺於10月12日在臉書釋出一段大英雄天團電影人物的影片。但他並未正面回應事件相關內容。並在10月15日於臉書貼出國外名著《當責，從停止抱怨開始》（The Oz Principle），並節錄該書內容。

## 各方意見

### 法律界
此事件恐犯妨害秘密等罪及刑法第235條。
| 中華民國刑法第 235 條 散布、播送或販賣猥褻之文字、圖畫、聲音、影像或其他物品，或公然陳列，或以他法供人觀覽、聽聞者，處二年以下有期徒刑、拘役或科或併科三萬元以下罰金。 意圖散布、播送、販賣而製造、持有前項文字、圖畫、聲音、影像及其附著物或其他物品者，亦同。 前二項之文字、圖畫、聲音或影像之附著物及物品，不問屬於犯人與否，沒收之。 |

### 娛樂界
- MOMO親子台強調「目前與牛奶哥哥已無合約」。[34][35]

### 海外
此事件也引起了美國同性戀社區的關注。美國的同志博客Unicorn Booty發表了文章希望這事件能夠推進東亞的大衆對同性戀的理解和寬容。